# Alexandros Kaklamanos
Alexandros Kaklamanos (Grieks: Αλέξανδρος Κακλαμάνος) (Rhodos, 20 mei 1974) is een Griekse voetballer (aanvaller) die onder meer de kleuren verdedigde van Olympiakos, Sporting Charleroi, KAA Gent, Standard de Liège, APOEL Nicosia en Enosis Neon Paralimni. 

## Carrière
| seizoen     | club                  | land        | wedstrijden | doelpunten | competitie     |
| ----------- | --------------------- | ----------- | ----------- | ---------- | -------------- |
| 1993/95     | GAS Ialysos 1948      | Griekenland |             |            |                |
| 1995/97     | Olympiakos Piraeus    | Griekenland | 32          | 6          | Alpha Ethniki  |
| 1997/98     | Athinaikos            | Griekenland | 31          | 3          | Alpha Ethniki  |
| 1998/99     | Panelefsiniakos       | Griekenland | 26          | 7          | ?              |
| 1999/00     | Sporting Charleroi    | België      | 20          | 6          | Jupiler League |
| 2000/01     | KAA Gent              | België      | 24          | 10         | Jupiler League |
| aug 2001/03 | KAA Gent              | België      | 60          | 30         | Jupiler League |
| 2003/jan 05 | Standard Luik         | België      | 34          | 8          | Jupiler League |
| 2005/06     | APOEL Nicosia         | Cyprus      | 20          | 3          | A Divizion     |
| 2006/07     | Ergotelis FC          | Griekenland | 14          | 2          | Super League   |
| 2007/08     | AO Kerkyra            | Griekenland | 29          | 12         | Beta Ethniki   |
| 2008/09     | Enosis Neon Paralimni | Cyprus      | 18          | 3          | A Divizion     |
| 2009/10     | AS Rhodos             | Griekenland | 36          | 9          | Super League   |
| 2010/11     | AS Rhodos             | Griekenland | 22          | 10         | Beta Ethniki   |
| 2011/12     | Union Saint-Gilloise  | België      | 29          | 7          | Derde klasse   |
| 2012/13     | Kleanthis Paradeisiou | Griekenland |             |            |                |
| 2012/13     | Thrasyvoulos Fylis    | Griekenland |             |            |                |
| 2014/15     | APO Peramaikos        | Griekenland |             |            |                |
| 2015/heden  | Kleovoulos Lindou     | Griekenland |             |            |                |

## Trivia
- Kaklamanos was een publiekslieveling bij KAA Gent en wanneer hij in een thuiswedstrijd scoorde werd de 'Sirtaki' gedraaid.[1]
- Hij werd in oktober 2004 bij Standard Luik ontslagen wegens cocaïnegebruik.[2] Na zijn ontslag zou hij gaan spelen voor KAA Gent maar door een regels in het bondsreglement was hij toch niet speelgerechtigd.[1][3]